# National ICT Australia
NICTA war ein nationales IKT-Forschungszentrum in Australien. NICTA wurde 2002 unter dem Namen National ICT Australia als Non-Profit-Organisation unter dem ICT Centre of Excellence Program der Australischen Bundesregierung gegründet.
NICTA hatte Standorte in Sydney (2 Institute und Hauptsitz), Canberra, Melbourne und Brisbane. Sie hatte etwa 700 Mitarbeiter und 250 Doktoranden.
Im Juli 2016 wurde NICTA als eigene Forschungseinheit dem Commonwealth Scientific and Industrial Research Organisation (CSIRO) untergeordnet und umbenannt in Data61.